# نهائي كأس البرتغال 2024
نهائي كأس البرتغال 2024
 هو المباراة الختامية من كأس البرتغال 2023–24، والتي حددت بطل النسخة الرابعة والثمانين من كأس البرتغال، البطولة الأساسية بنظام خروج المغلوب في كرة القدم البرتغالية.
أقيمت المباراة بتاريخ 26 مايو 2024 على أرض استاديو ناسيونال في أويراش، وجمعت بين فريقي سبورتينغ لشبونة وبورتو من دوري الدرجة الأولى البرتغالي.
خاض سبورتينغ النهائي الثلاثين له في هذه البطولة، وكان آخر ظهور له في نهائي كأس البرتغال 2019 حين هزم بورتو بركلات الترجيح ليحقق لقبه السابع عشر. أما بورتو فقد لعب النهائي للمرة 34 في تاريخه، وللموسم الثالث توالياً، بعد أن فاز على براغا في نهائي كأس البرتغال 2023 وحقق لقبه التاسع عشر.
التقى الفريقان سابقاً في خمس نهائيات من كأس البرتغال، فاز بورتو في ثلاث منها، بينما فاز سبورتينغ بآخر مواجهة في 2019. في هذه النسخة، نجح بورتو في الدفاع عن لقبه بنجاح وحقق اللقب الثالث له على التوالي بعد الفوز بنتيجة 2–1 بعد وقت إضافي.

## الطريق إلى النهائي
| سبورتينغ               | سبورتينغ         | الدور                | بورتو              | بورتو            |
| ---------------------- | ---------------- | -------------------- | ------------------ | ---------------- |
| الخصم                  | النتيجة          | كأس البرتغال 2023–24 | الخصم              | النتيجة          |
| CD Olivais e Moscavide | 3–1 (خارج الأرض) | الدور الثالث         | Vilar de Perdizes  | 2–0 (خارج الأرض) |
| Dumiense               | 8–0 (أرضه)       | الدور الرابع         | مونتاليغري         | 4–0 (أرضه)       |
| تونديلا                | 4–0 (أرضه)       | الدور الخامس         | إستوريل            | 4–0 (خارج الأرض) |
| يونيون دي ليريا        | 3–0 (خارج الأرض) | ربع النهائي          | سانتا كلارا        | 2–1 (خارج الأرض) |
| بنفيكا                 | 2–1 (أرضه)       | نصف النهائي          | فيتوريا دي غيماريش | 1–0 (خارج الأرض) |
| بنفيكا                 | 2–2 (خارج الأرض) | نصف النهائي          | فيتوريا دي غيماريش | 3–1 (أرضه)       |

ملاحظة: (أرضه) = المباراة على أرض الفريق، (خارج الأرض) = خارج ملعب الفريق

## المباراة

### التفاصيل
|                                            | ضد |                  |
| ------------------------------------------ | -- | ---------------- |
| - إيفانيليسون 25' - طارمي 100' (ركلة جزاء) |    | - سانت جوستي 20' |

| رجل المباراة: إيفانيليسون اللاعب المثالي في اللعب النظيف: غونزالو إيناسيو الحكام المساعدون: بيدرو مارتينز هوغو ماركيش الحكم الرابع: أندريه نارسيسو حكم الفيديو المساعد (VAR): جواو بينهيرو مساعدو حكم الفيديو المساعد: فابيو ميلو لوسيانو مايا | قوانين المباراة - 90 دقيقة - 30 دقيقة وقت إضافي عند الضرورة - ركلات ترجيح إذا استمر التعادل - سبعة بدلاء مسجلين - الحد الأقصى خمسة تبديلات، مع السماح بتبديل سادس في الوقت الإضافي |